# Blue (Doctor 3)
Blue è un album del gruppo jazz italiano Doctor 3, registrato tra il 21 e il 23 dicembre 2006 e pubblicato l'anno successivo.

## Tracce
1. Close to you - 03:50 (Burt Bacharach)
2. Cannonball – 03:43 (Damien Rice)
3. My funny Valentine -  03:12 (Rodgers, Hart)
4. Fire and rain – 04:59 (James Taylor)
5. Un giorno dopo l'altr – 05:41 (Luigi Tenco)
6. The blower's daughter – 04:33 (Damien Rice)
7. Theme fom To kill a mockingbird – 06:35 (Elmer Bernstein)
8. Don't let me be lonely tonight – 05:21  (James Taylor)
9. Theme from 'Schndler's list – 06:44 (John Williams)
10. Generale – 03:14 (Francesco De Gregori)
11. Emozioni – 05:49 (Mogol, Battisti)

## Formazione
- Danilo Rea – pianoforte
- Enzo Pietropaoli – contrabbasso
- Fabrizio Sferra – batteria